# Палаццо дель Те
Пала́ццо дель Те, или Палаццо Те, — загородная вилла мантуанского маркиза Федерико II Гонзага в болотистой местности, окружающей Мантую. Построено за восемнадцать месяцев в 1524—1525 годах по проекту архитектора и живописца, «рафаэлеска» Джулио Романо. Затем на протяжении десяти лет интерьеры палаццо расписывал сам Романо с учениками. Палаццо представляет собой яркий образец искусства маньеризма. Официальное название здания — Palazzo Te, так же его чаще всего называют и в Италии. Однако это название дворец получил относительно недавно. Вазари называет его Palazzo del T (произносится как «Те»), англоязычные авторы используют форму Palazzo del Te. Б. Р. Виппер объясняет это название сокращением слова Тэйстум — «старинным названием равнины, на которой находится дворец». На местном диалекте «Те» означает «топь, болотистое место». Согласно иным источникам название может происходить от «tiglieto» (липовое дерево) или может быть связано со словом «tegia», от (лат. attegia — хижина).

## История
К середине XV века Мантуя была разделена каналом Рио на два больших острова, окружённых озерами, образованными рекой. Третий небольшой остров, со времен Средневековья именуемый «Техето», а сокращенно — «Те», был соединен мостом со стенами, расположенными в южной части города. Правившее Мантуей семейство Гонзага было известно разведением лошадей для скачек, в течение многих десятилетий семья поставляла скакунов для многих королевских дворов Европы. Местность была болотистой и похожей на озеро, но Гонзага выбрали её в качестве тренировочной площадки для своих любимых лошадей. В начале XVI века на месте нынешнего палаццо находился конный завод. Второй страстью членов семьи Гонзага было искусство. Мать герцога Федерико II Гонзага, Изабелла д’Эсте, прославилась покровительством величайшим художникам своего времени, включая Леонардо да Винчи.
В 1524 году Федерико Гонзага задумал выстроить рядом с конюшнями непритязательное здание, где бы он мог проводить своё свободное время в обществе немногих близких друзей и подруг. Для осуществления замысла из Рима был приглашён любимый ученик Рафаэля — Джулио Романо. Архитектор и живописец Романо и его помощники, включая Рафаэллино дель Колле, с которым он работал в Риме в мастерской Рафаэля, стали авторами художественного воплощения идеи «счастливого острова».
После падения правления герцогов Гонзага в 1630 году Мантуя была разорена австрийцами, которые вывезли в качестве трофеев всё содержимое дворца. Австрийское правительство использовало дворец в качестве военных казарм. Лишь в 1876 году итальянское государство передало право собственности муниципалитету, который с этого момента занялся реставрацией помещений и последующим открытием доступа для посетителей. В 1980-х годах была проведена новая реставрационная кампания, завершившаяся в 1989 году важной выставкой, посвященной творчеству Джулио Романо. Ныне на территории комплекса располагается городской музей, а с 1990 года — Международный центр искусств и культуры Палаццо Те, где организуются выставки древнего и современного искусства и архитектуры.

## Архитектурная композиция

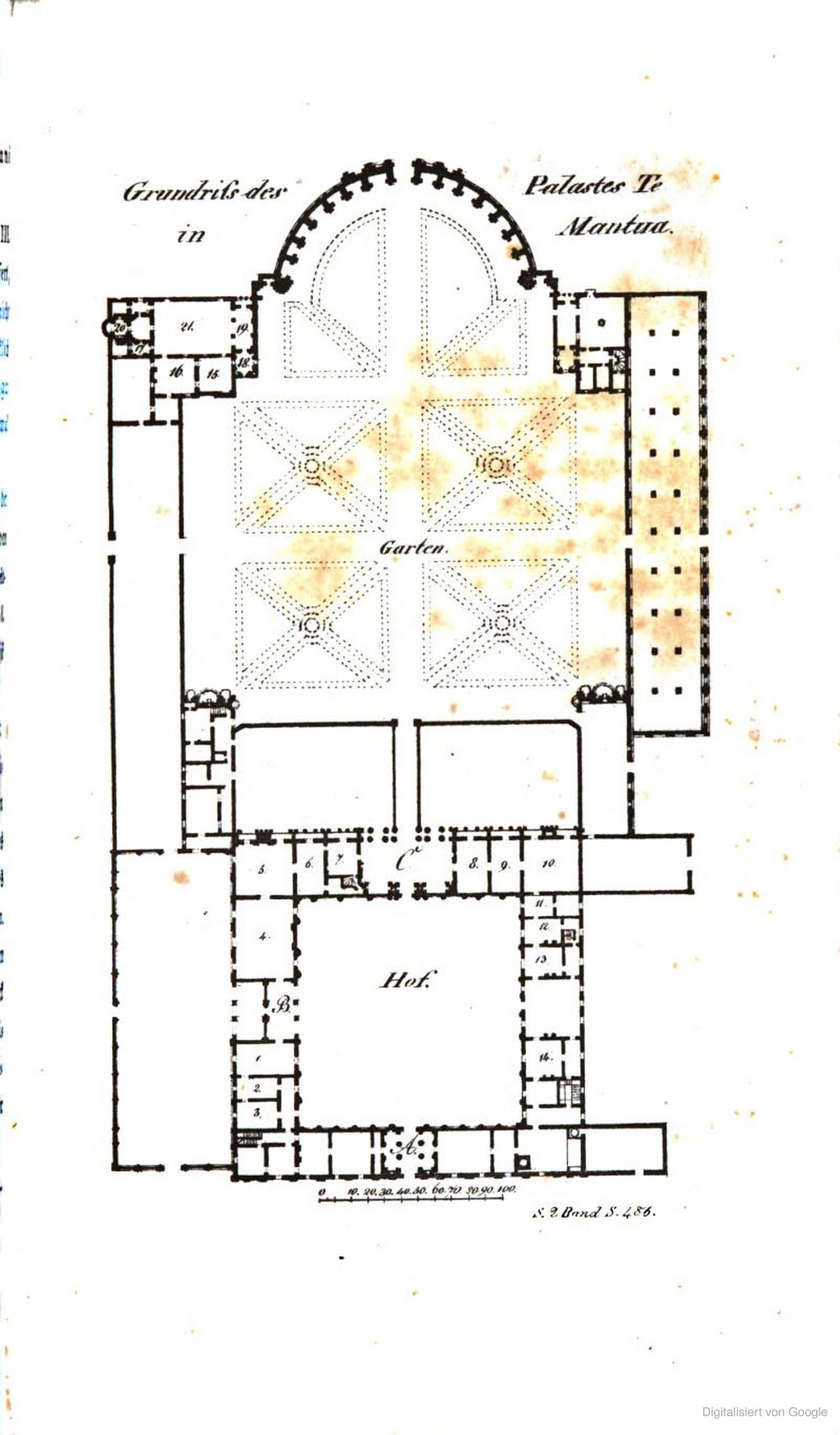
Генеральный план комплекса

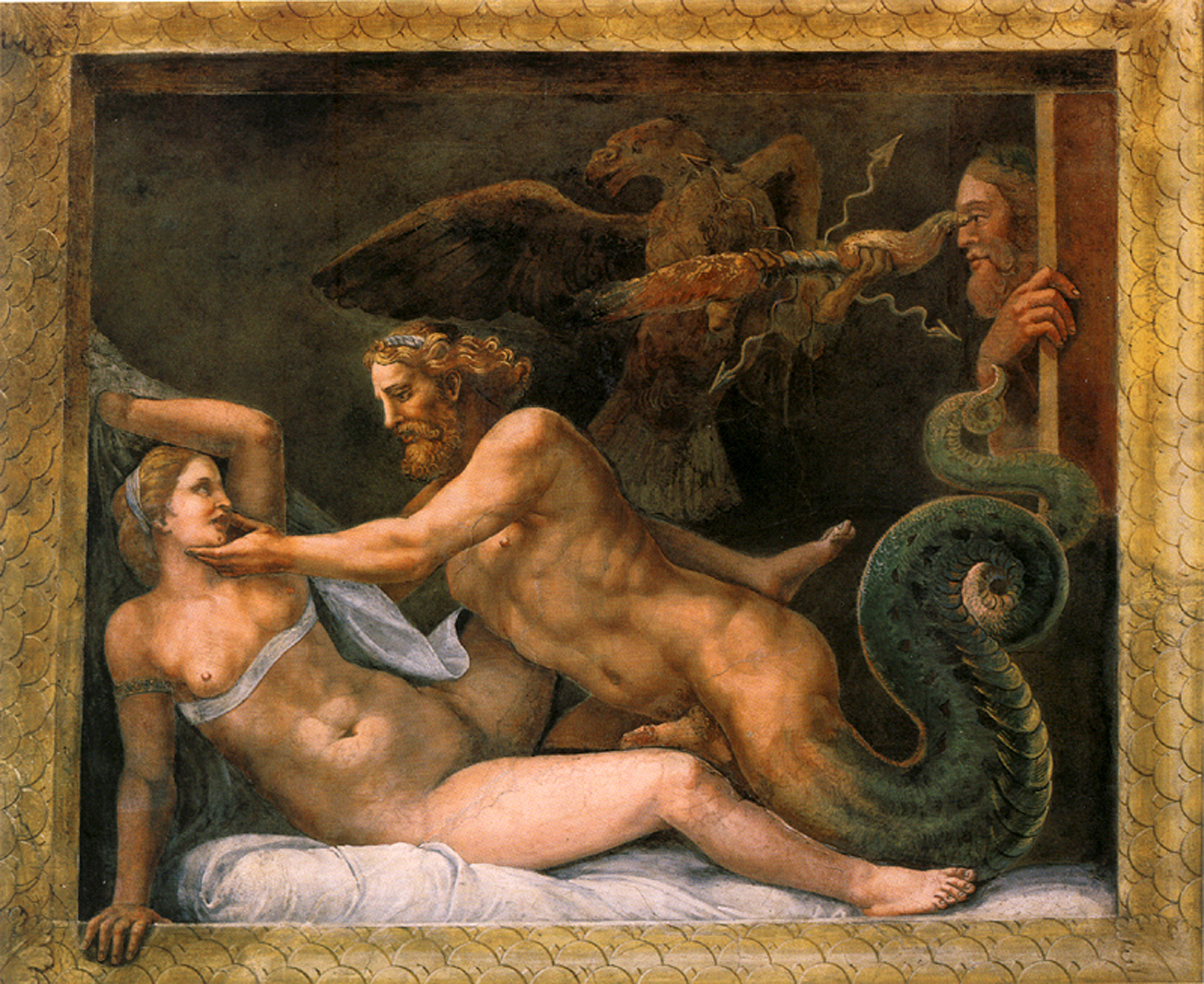
Юпитер соблазняет Олимпиаду. Между 1526 и 1528. Фреска Зала Амура и Психеи. Некоторые неосуществлённые эскизы Джулио Романо для росписи палаццо впоследствии были опубликованы в частично сохранившейся книге «Позы Аретино»

Весь комплекс построек симметричен относительно главной продольной оси. Дворец представляет собой квадратное в плане здание с большим квадратным двором в центре, некогда украшенным лабиринтом, с четырьмя входами на четырёх сторонах. Вероятно, Джулио Романо при проектировании исходил из описания Витрувием жилого римского дома с четырьмя входами.
Здание имеет необычные пропорции: оно выглядит как широкий, низкий блок, состоящий всего из одного этажа (не считая верхнего полуэтажа — мезонина), высота которого составляет примерно четверть его ширины. Основной этаж слегка приподнят над землей, чтобы защитить его от затопления рекой Минчо. Поэтому он стал главным, «благородным этажом» (piano nobile).
Главный вход расположен на юго-востоке, обращённый в сторону города, и представляет собой лоджию, так называемую «Loggia Grande». На главной стороне оси (северо-запад) входной проём представляет собой квадратный вестибюль с четырьмя колоннами, разделяющими его на три нефа. Свод центрального нефа цилиндрический, а два боковых нефа имеют плоский потолок (в стиле атриума, описанного Витрувием и столь удачно использованного в итальянских дворцах XVI века).
Фасады здания только кажутся симметричными, расстояния между колоннами не совпадают, в центре северного и южного фасадов находятся арки без портика или фронтона, ведущие во внутренний Почётный двор (Cortile d’Onore). За главным каре расположен регулярный парк.
Фасады обработаны рустом. Архитектурный облик дворца, как писал Б. Р. Виппер, близок так называемому «сельскому стилю» (внутристилевому течению архитектурного маньеризма. Виппер отмечал, что стены дворца украшены колоннами, нишами и слепыми окнами, в некоторых местах штукатурка оставлена невыровненной (эффект spezzato), что оживляет поверхность. «Незаконченные элементы… в сыром, недоделанном виде» придают всей постройке пластичный вид, здание не тектонично, оно как бы не выстроено, а «вылеплено». Намеренная «неправильность, искривлённость», аритмичность чередования элементов, придают постройке зрительную подвижность, живописность, атектоничность, характерные для маньеристской архитектуры XVI века.
Пройдя через Лоджию и перейдя мост, мы увидим два пруда, образованных сообщающимися водоемами и предназначенных для разведения рыбы. Эти два бассейна отделяют дворец от сада. Центральный сад — самый большой и важный на вилле. Он развивается вдоль оси восток-запад, между экседрой на востоке и фасадом с лоджией на западе. С правой, северной стороны, к экседре примыкает «Секретный сад» (Giardino segreto).

## Интерьеры и росписи
Судя по всему, изначально дворец был расписан и снаружи, но краски исчезли, а вот внутренние фрески, выполненные самим Джулио Романо с помощниками, сохранились. Помимо фресок, стены были украшены занавесями и кожаными аппликациями из золота и серебра, двери были сделаны из инкрустированного дерева и бронзы, а камины — из благородного мрамора. Над оформлением интерьеров дворца работали многие художники, в том числе: Рафаэле Альбарини, Джорджо Ансельми, Франческо Приматиччо, Фермо Гизони, Джован Франческо Пенни, Джероламо Стаффьери, Бенедетто Паньи, Ринальдо Мантовано, Джован Баттиста Мантовано, Ансельмо Гуацци, Агостино да Моццаника, Андреа Конти и Бьяджо.
Росписи и декоративная лепка насыщены эмблемами, гербами и символами, в основном дидактического, героико-политического и эротического характера. В произведениях Джулио Романо-живописца и его заказчика нашло отражение предвещающее эпоху барокко стремление к загадочному и двусмысленному, а также невероятным оптическим иллюзиям, желание удивить «обманом зрения», зрительно нарушить тектонику архитектурного пространства.
Главные росписи палаццо дель Те расположены в трёх залах. В «Зале Психеи» посетитель попадает в обстановку олимпийского пира богов. В «Зале лошадей» его окружают стилизованные изображения любимых рысаков герцога. Нарастающее напряжение достигает своей кульминации в «Зале гигантов», своды которого покрывает самая знаменитая фреска маньеризма — гиганты штурмуют Олимп, на их нагие тела обрушиваются глыбы камня и колонны, а плафон прорывается ввысь, как выразился П. П. Муратов, в «нестройной катаклизме».
Росписи впечатляют динамикой, экспрессией, разными причудами необычных ракурсов и разномасштабностью фигур. Шокирующие ракурсы и позы обнажённых персонажей считали скандальными, в то время росписи показывали только специально приглашённым гостям. Однако такое решение полностью согласуется с эстетикой маньеризма.
С росписями Палаццо дель Те связана скандальная история эротических рисунков под условным названием «Позы Аретино» (Modi Aretino). В 1524 году другой помощник и ученик Рафаэля, гравёр Маркантонио Раймонди осуществил издание гравюр по рисункам Романо, вероятно, связанных с работой над росписями Палаццо дель Те. Он переработал шестнадцать очень откровенных рисунков Романо в качестве иллюстраций к любовным сонетам знаменитого поэта Пьетро Аретино. Это привело к аресту Раймонди по приказу папы и уничтожению всех копий иллюстраций. Джулио Романо не подвергся наказанию, поскольку работал для частного заказчика в закрытых помещениях, и его произведения, в отличие от гравюр, массовую публику не развращали. Именно тогда Аретино навестил Романо, всё ещё продолжавшего работать над фресками во дворце, и сочинил к каждой любовной позиции рисунков по сонету.

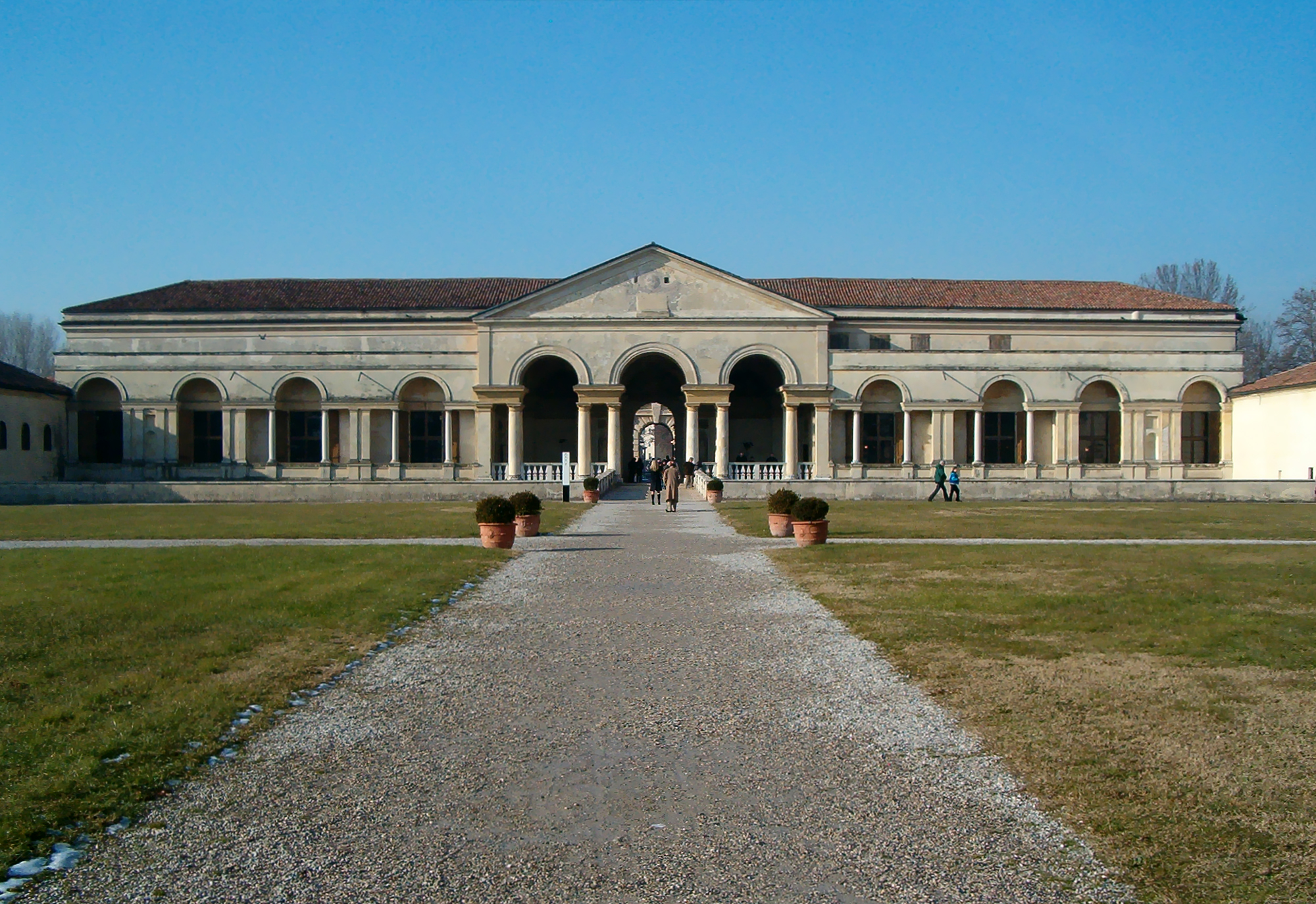
Внешний фасад дворца
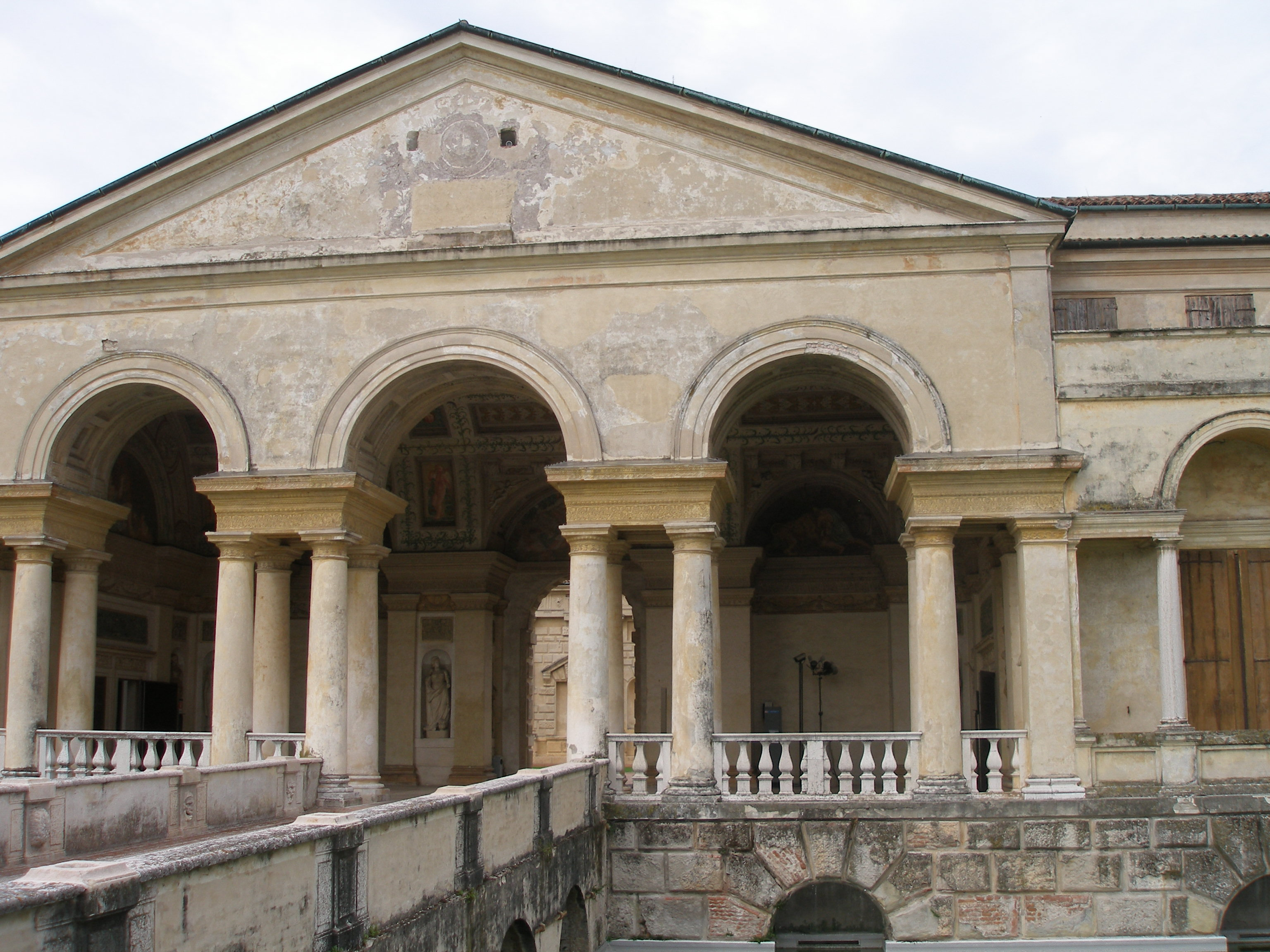
Деталь фасада
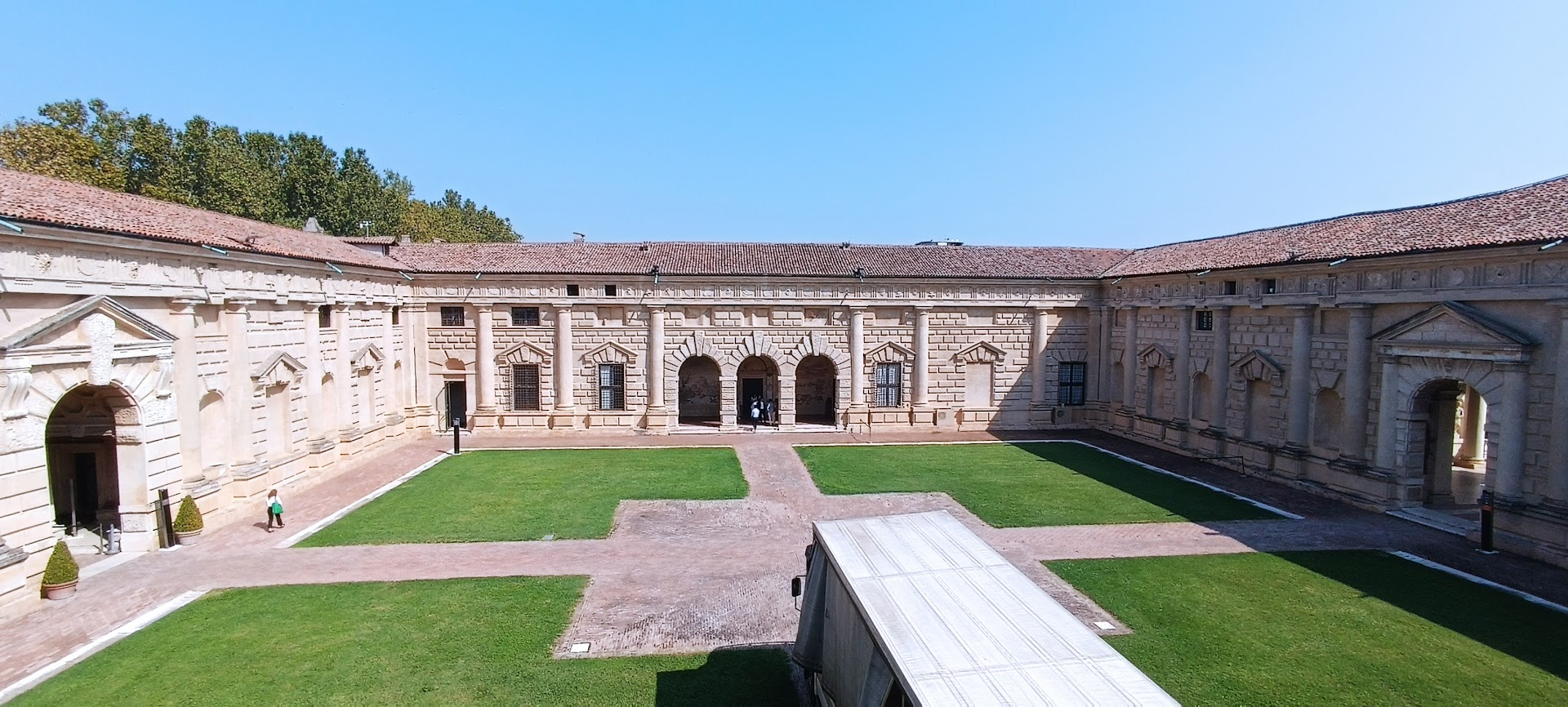
Почётный двор (Cortile d'Onore)
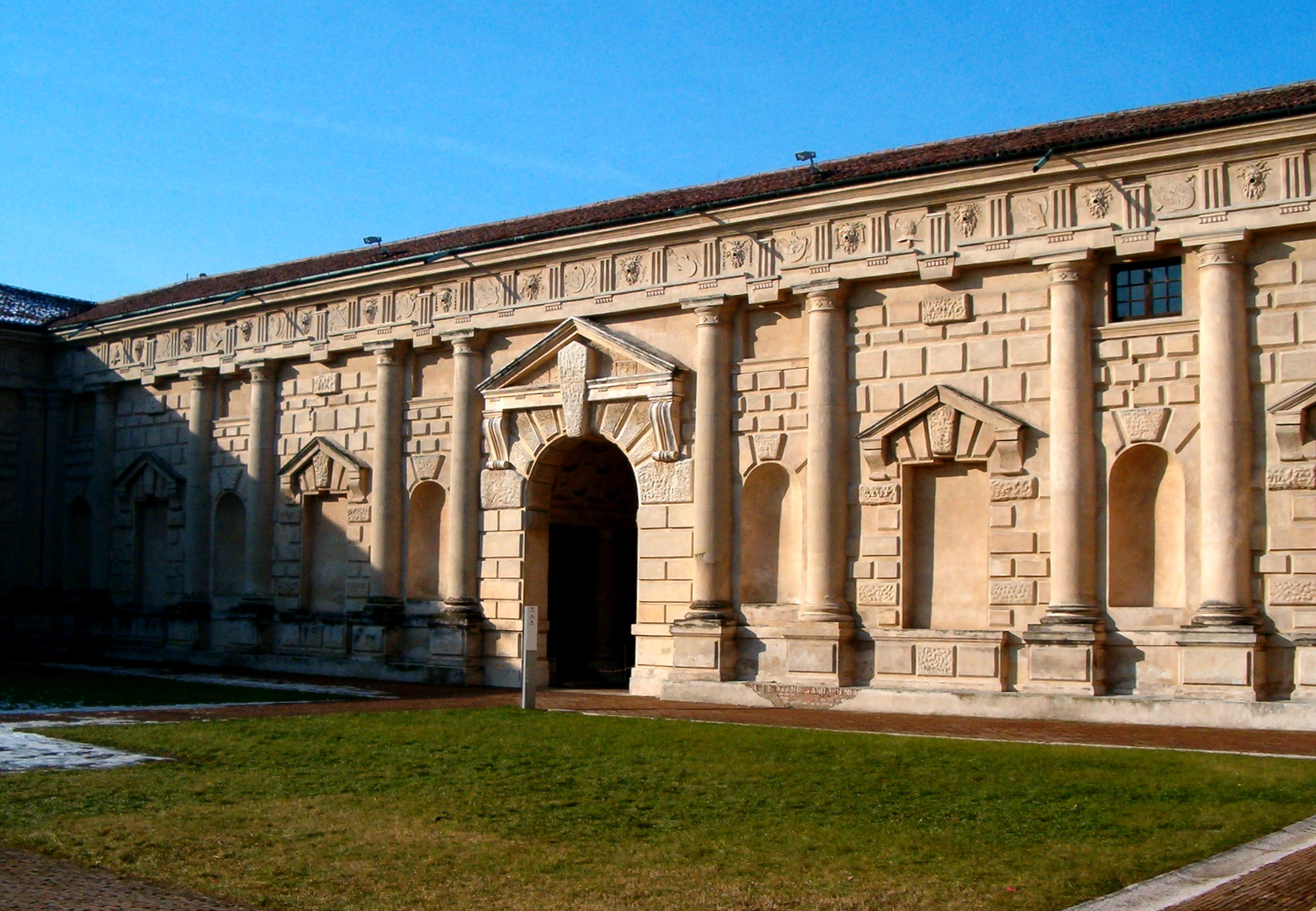
Почётный двор. Деталь
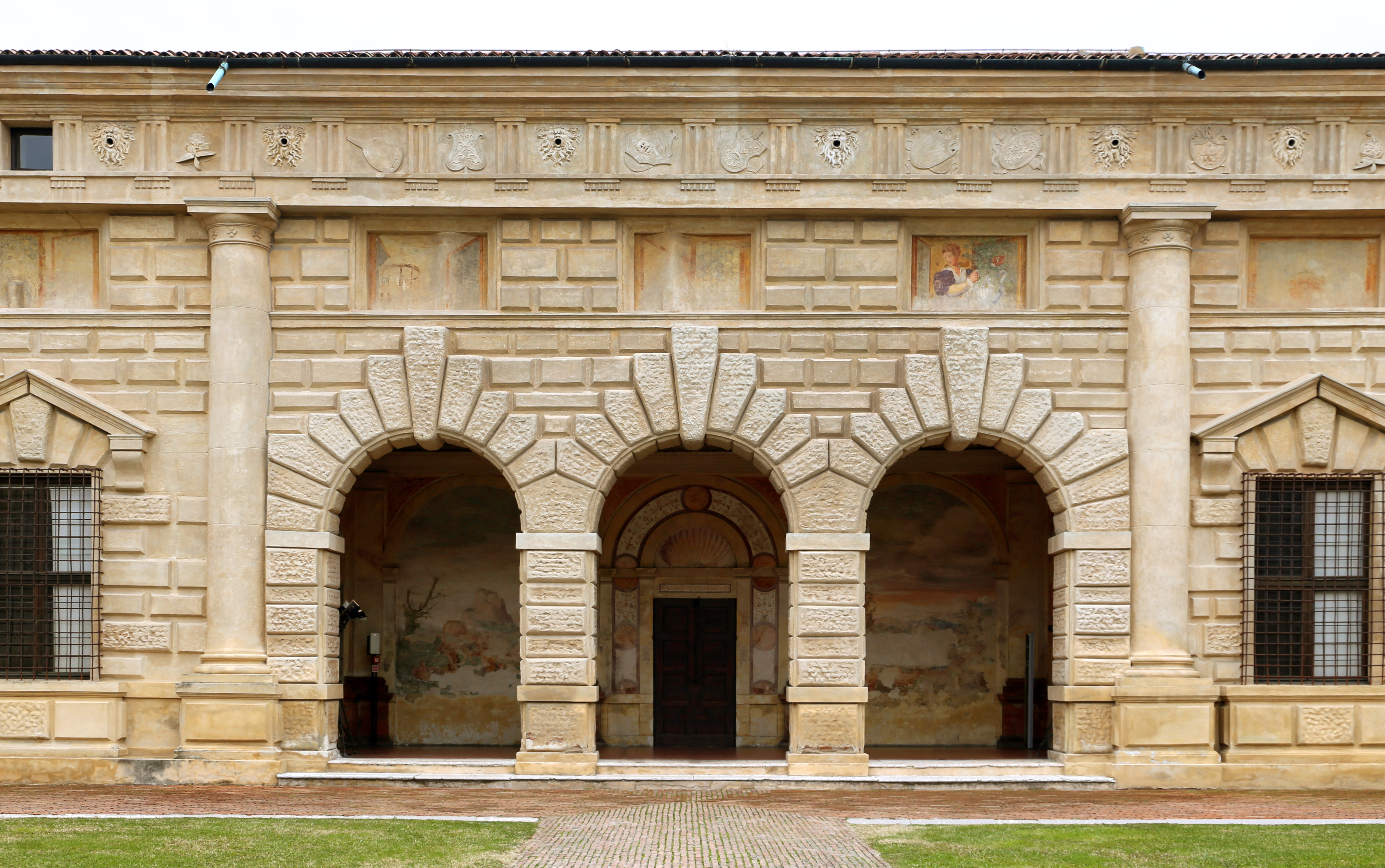
Лоджия двора
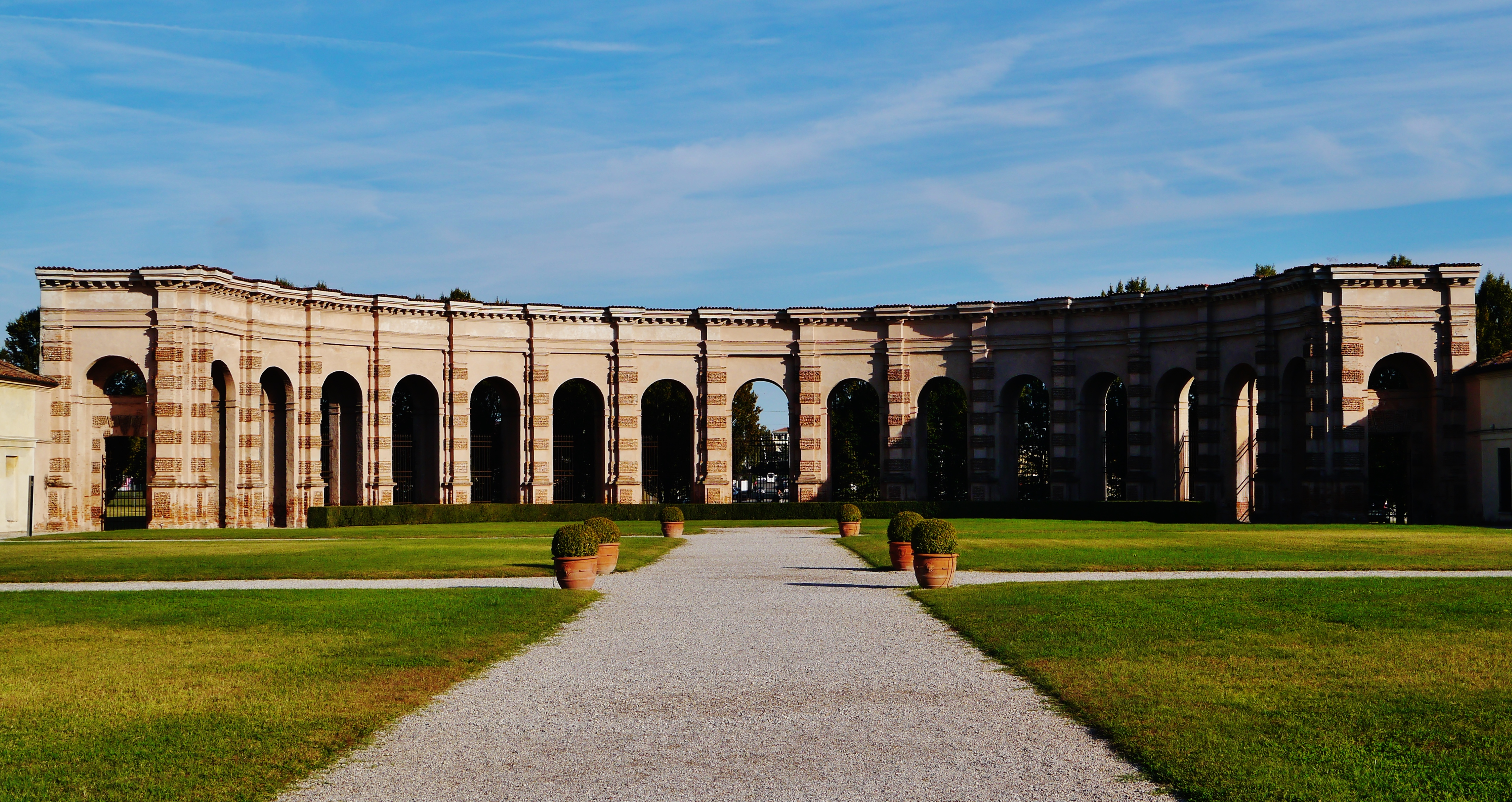
Экседра
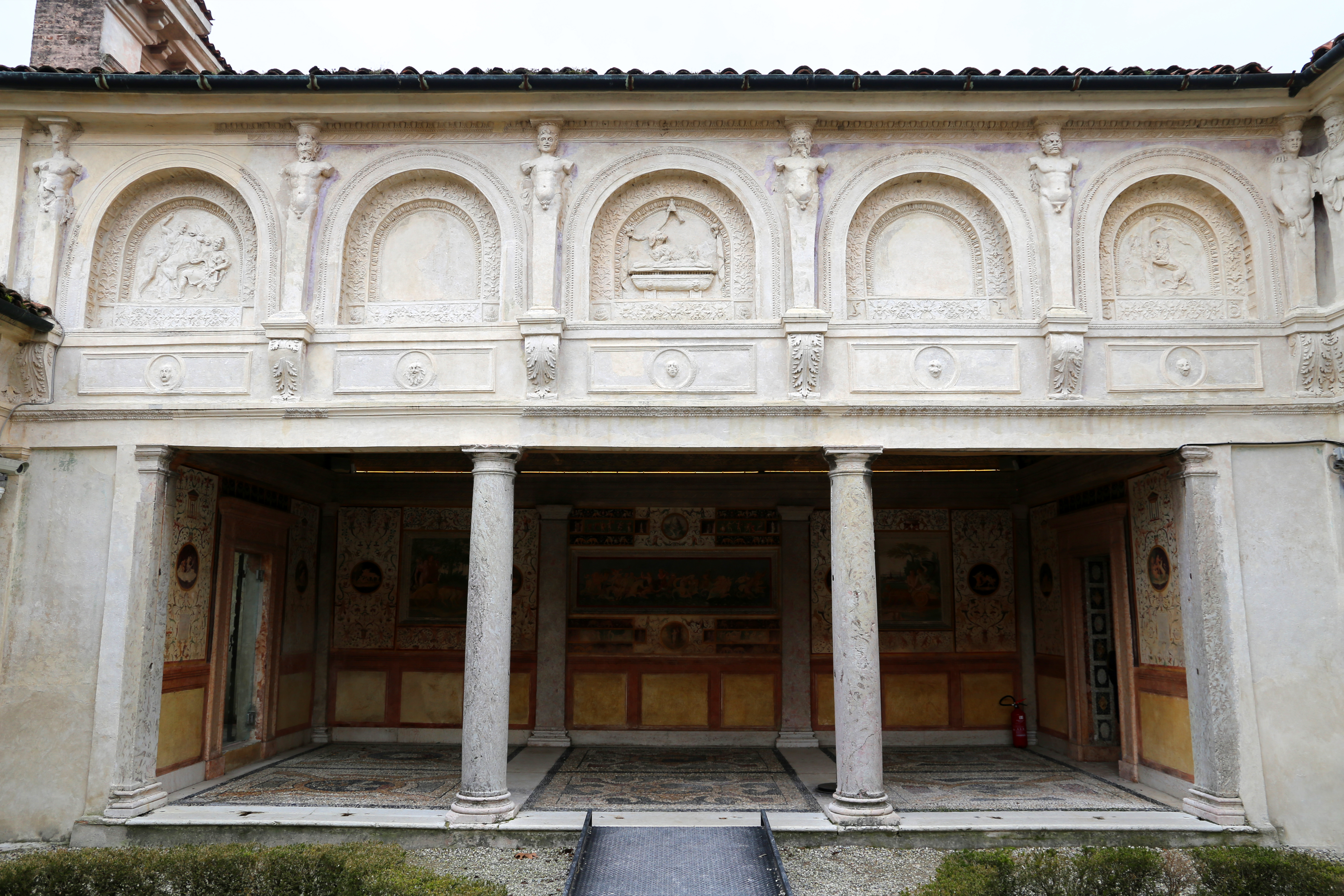
Лоджия Секретного сада (giardino segreto)
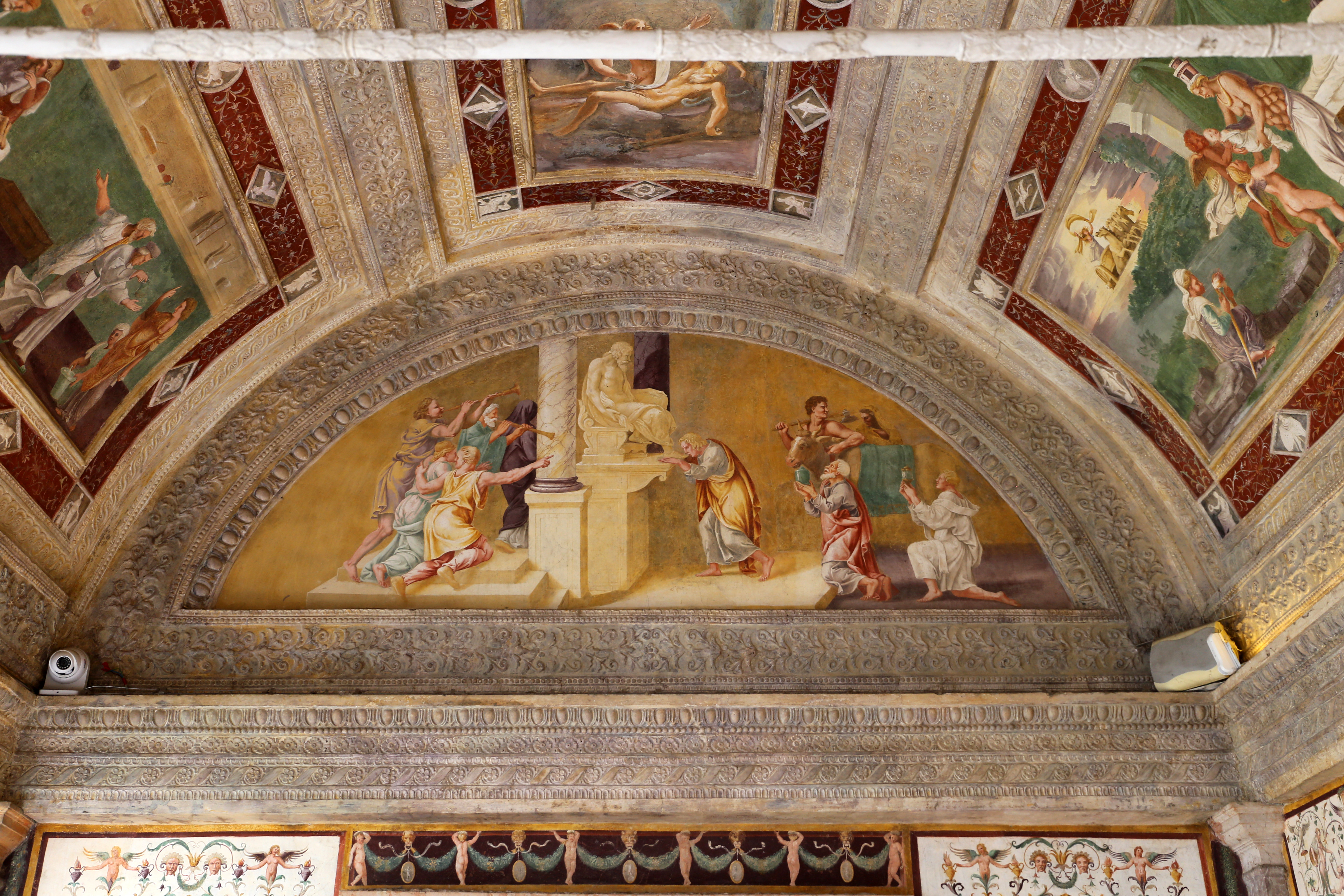
Росписи лоджии Секретного сада. Деталь
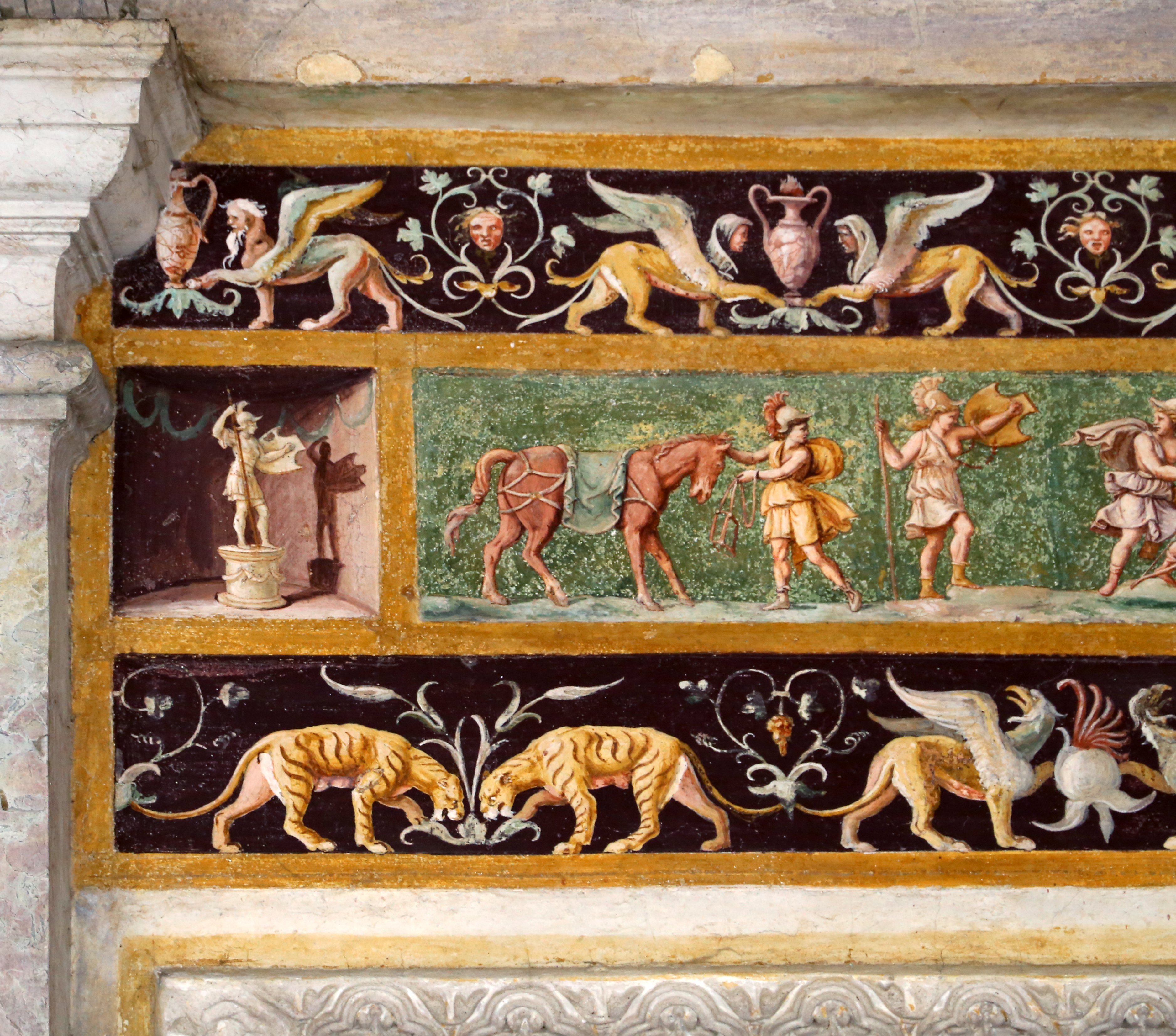
Росписи лоджии Секретного сада. Деталь
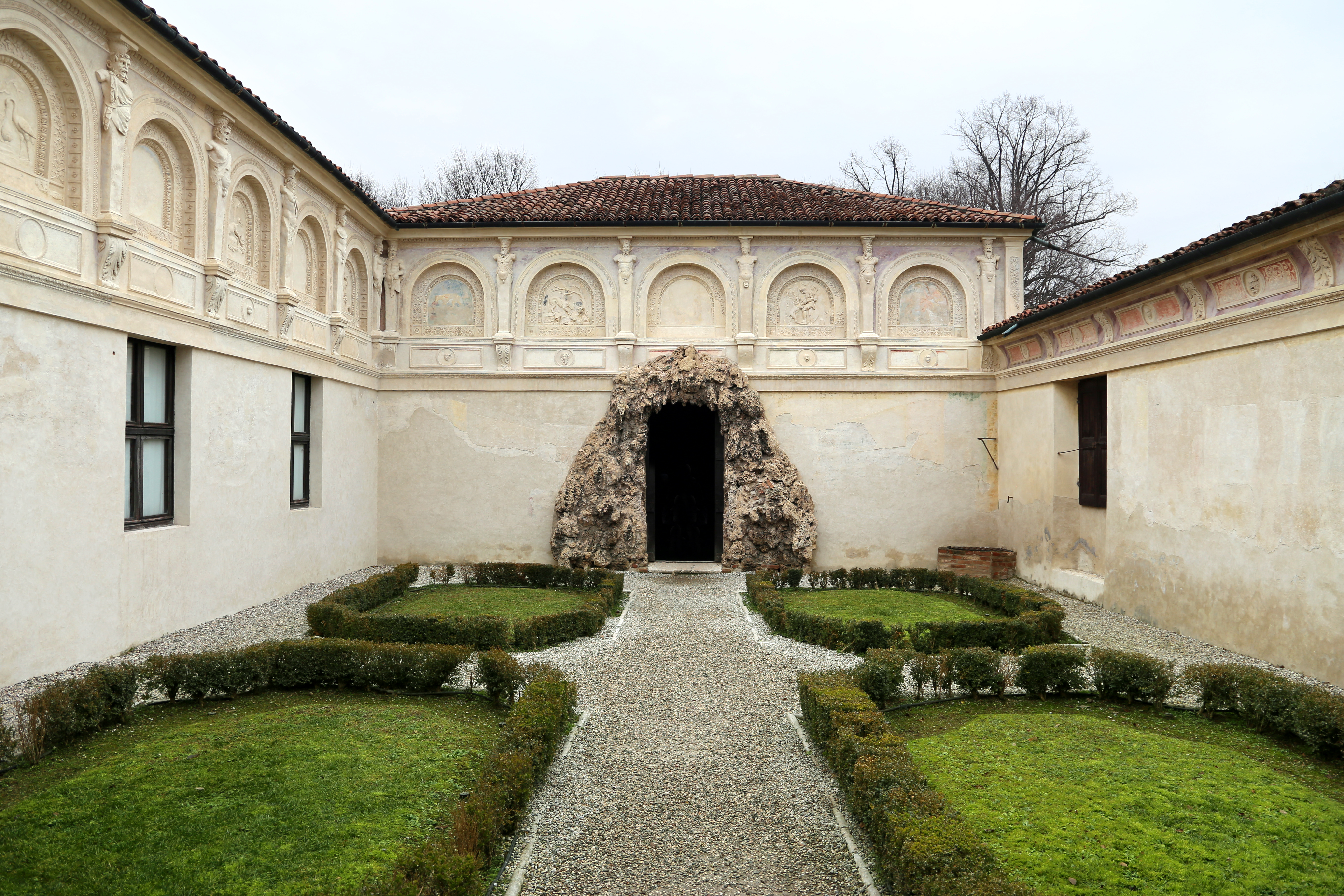
Секретный сад. Грот
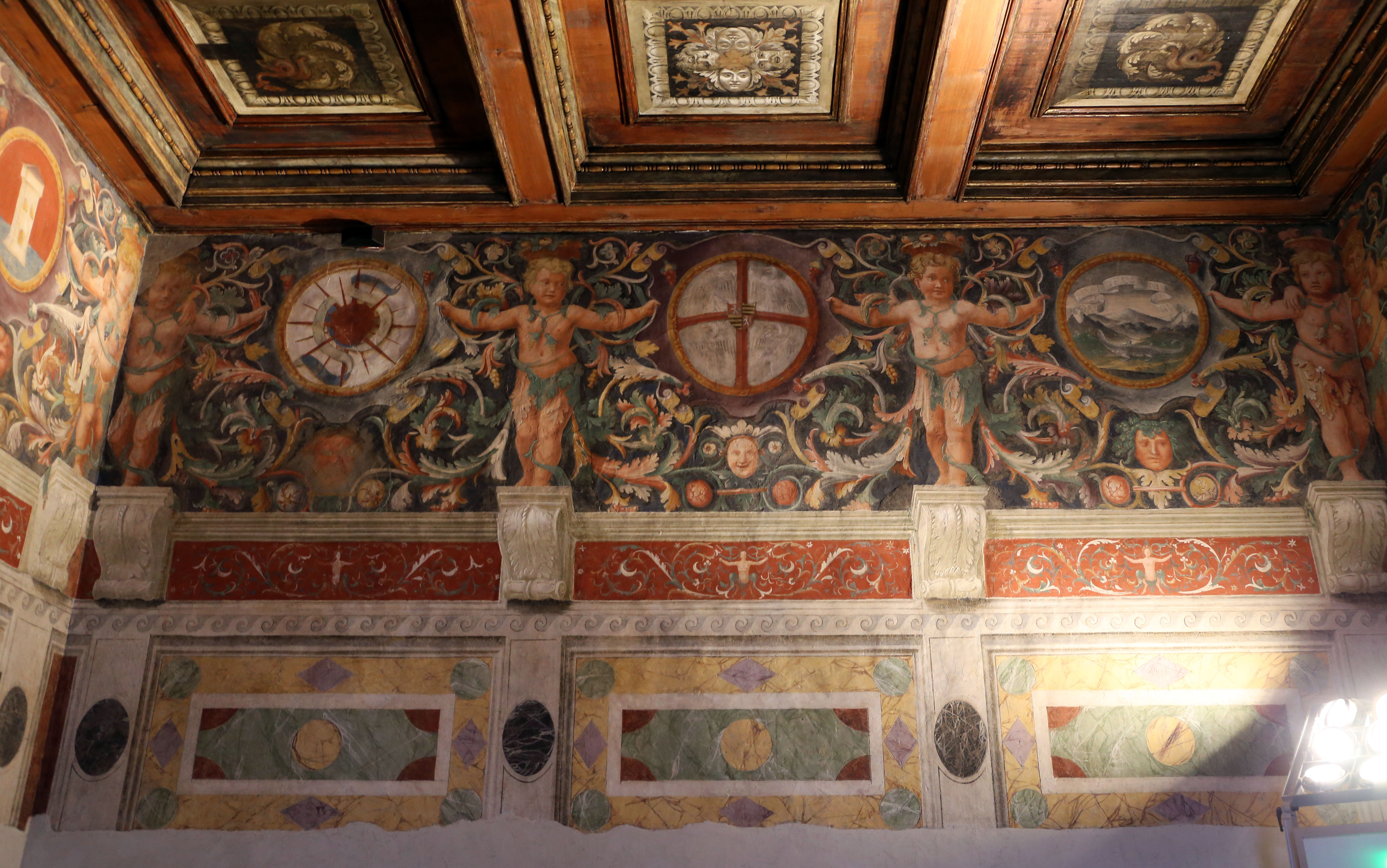
Зал приёмов
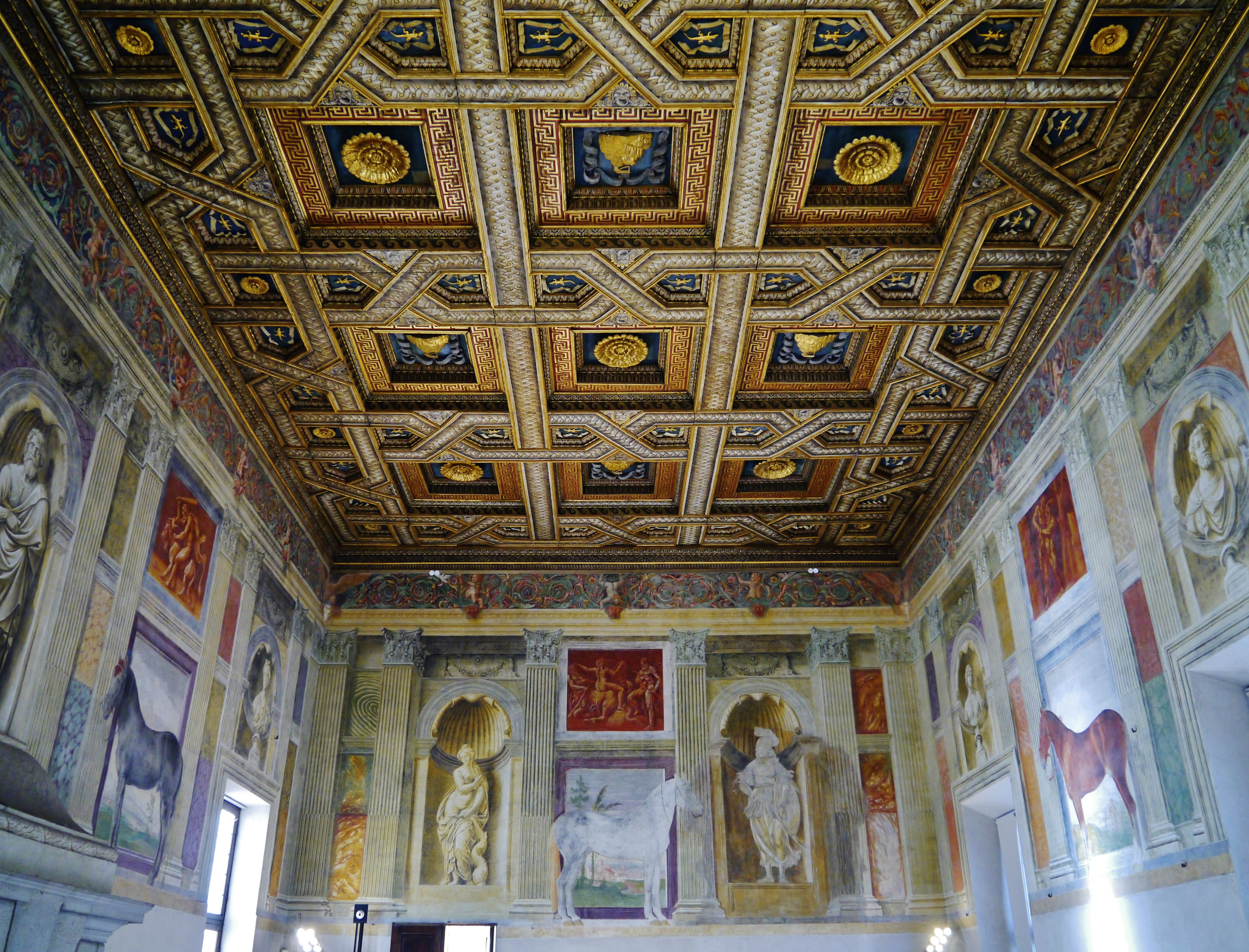
Зал лошадей
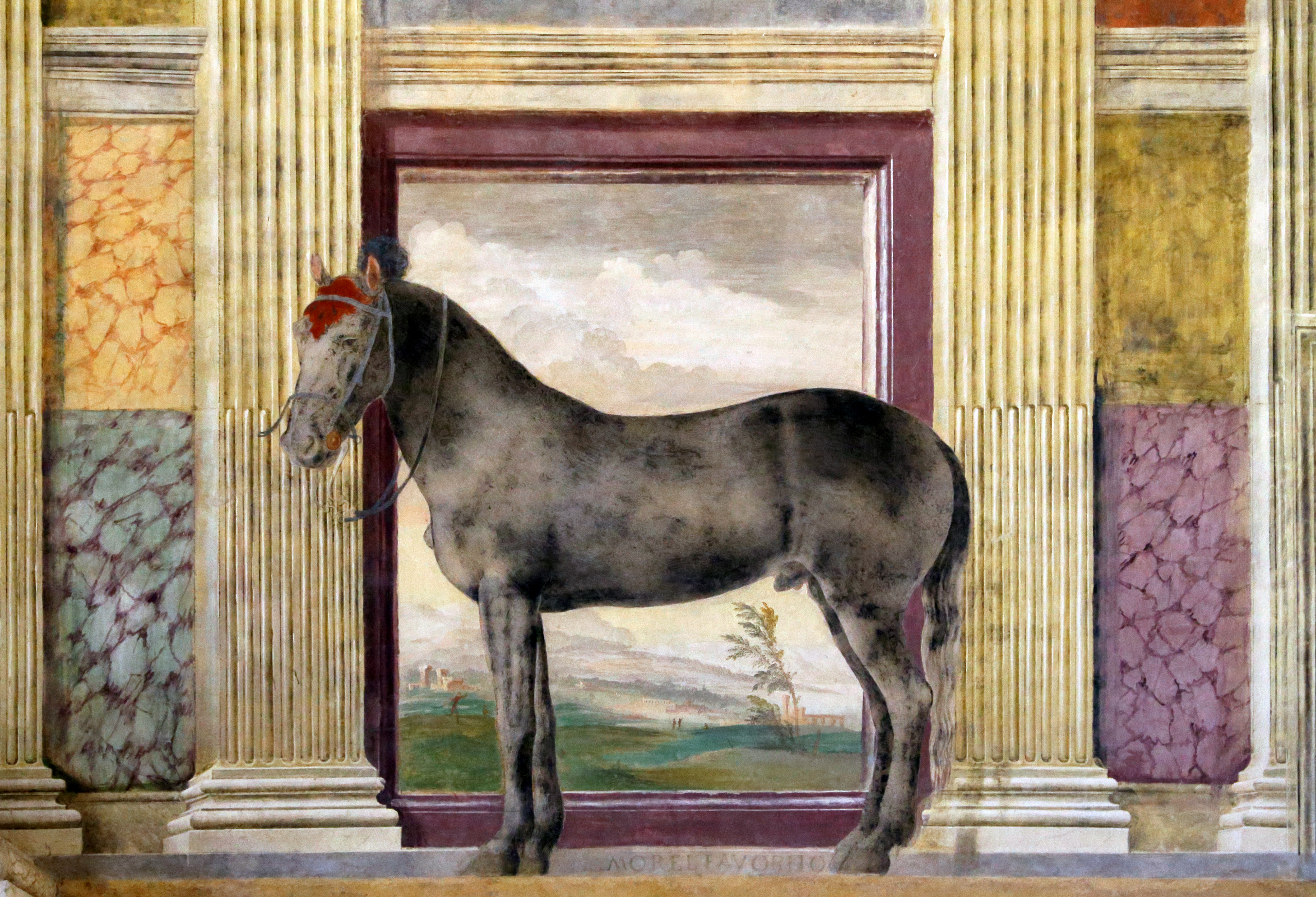
Деталь росписи Зала лошадей
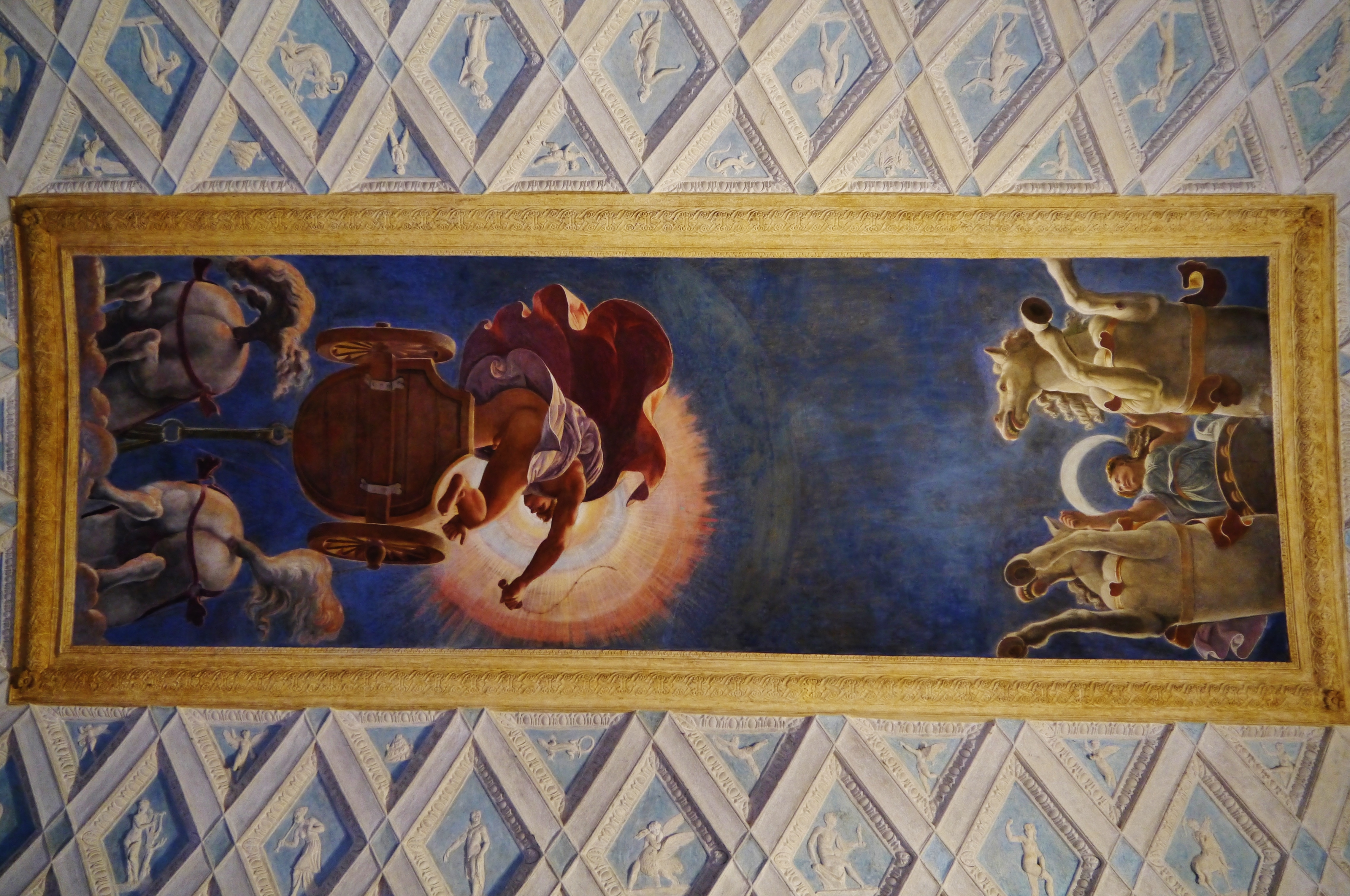
Зал солнца и луны. Роспись плафона. 1527—1528
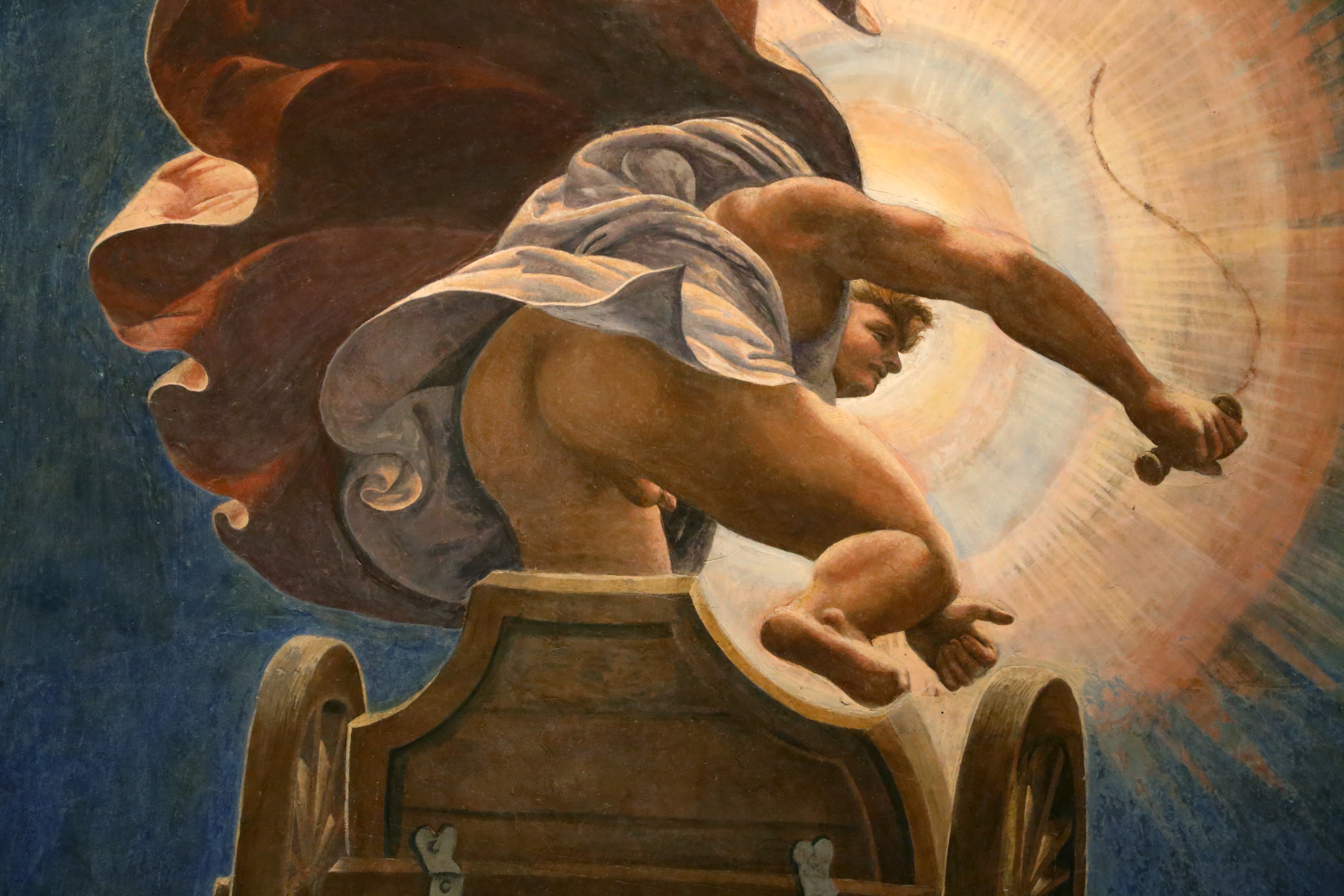
Деталь росписи Зала солнца и луны
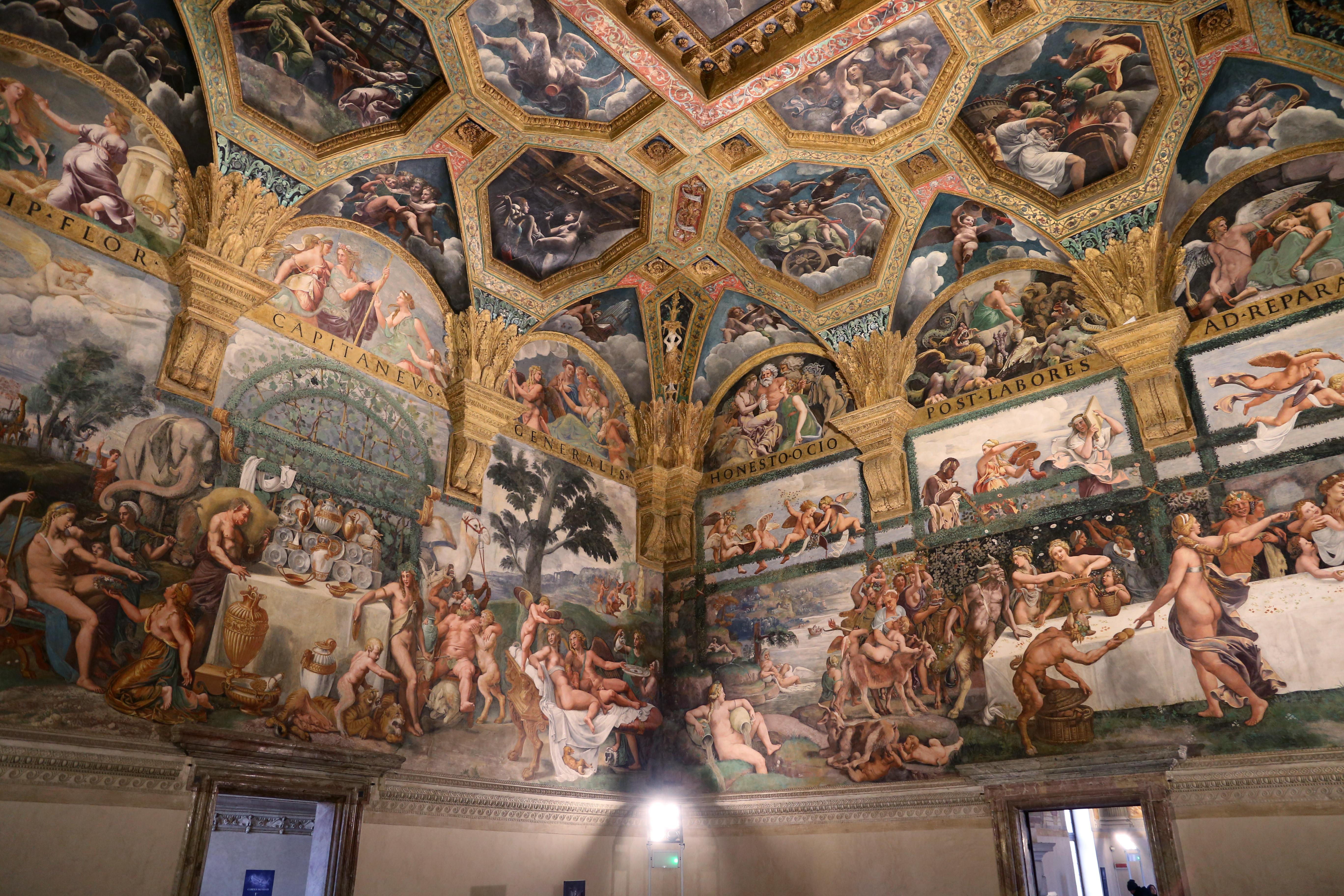
Зал Амура и Психеи. 1526—1528
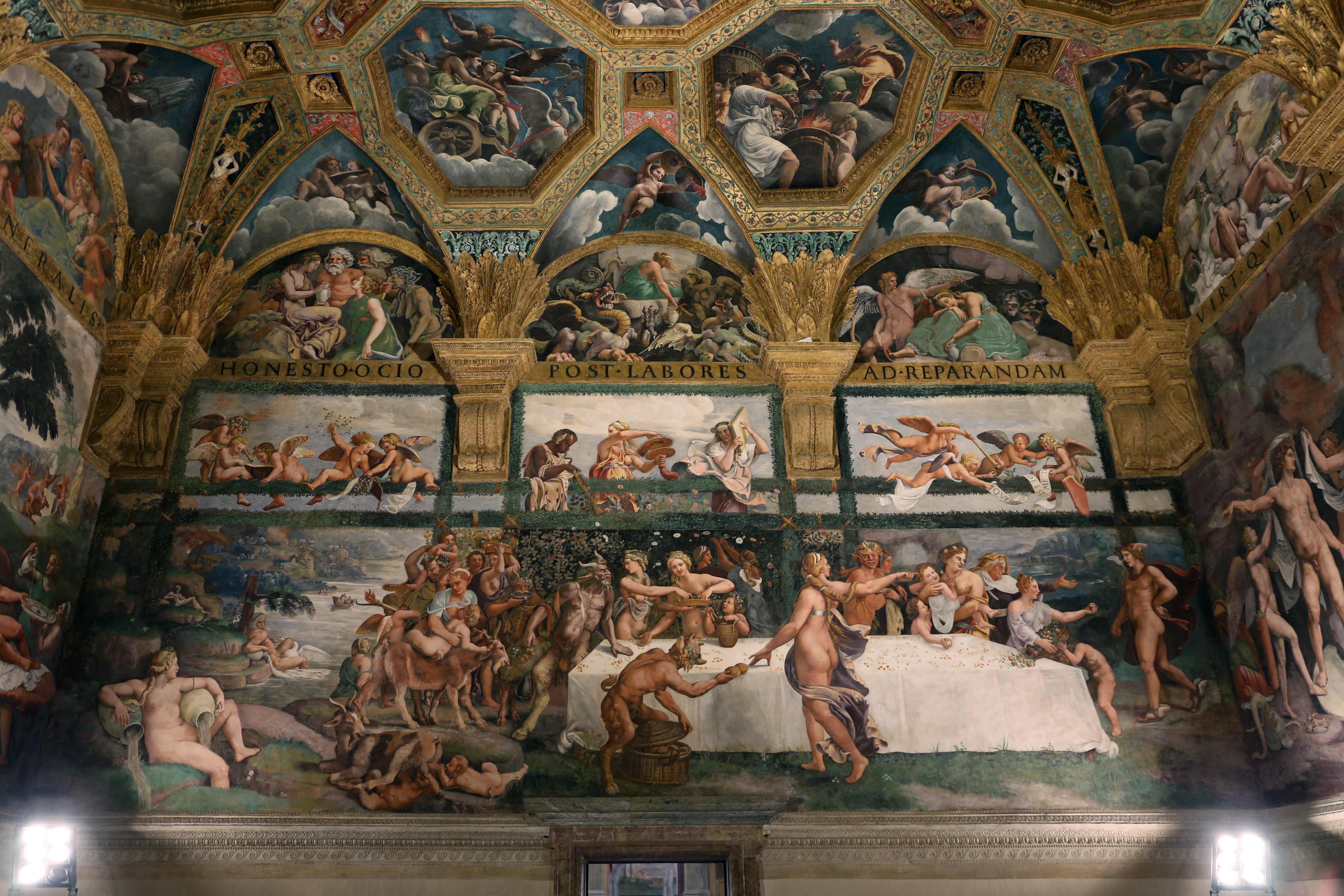
Фреска зала Амура и Психеи: греческие боги пируют на Олимпе
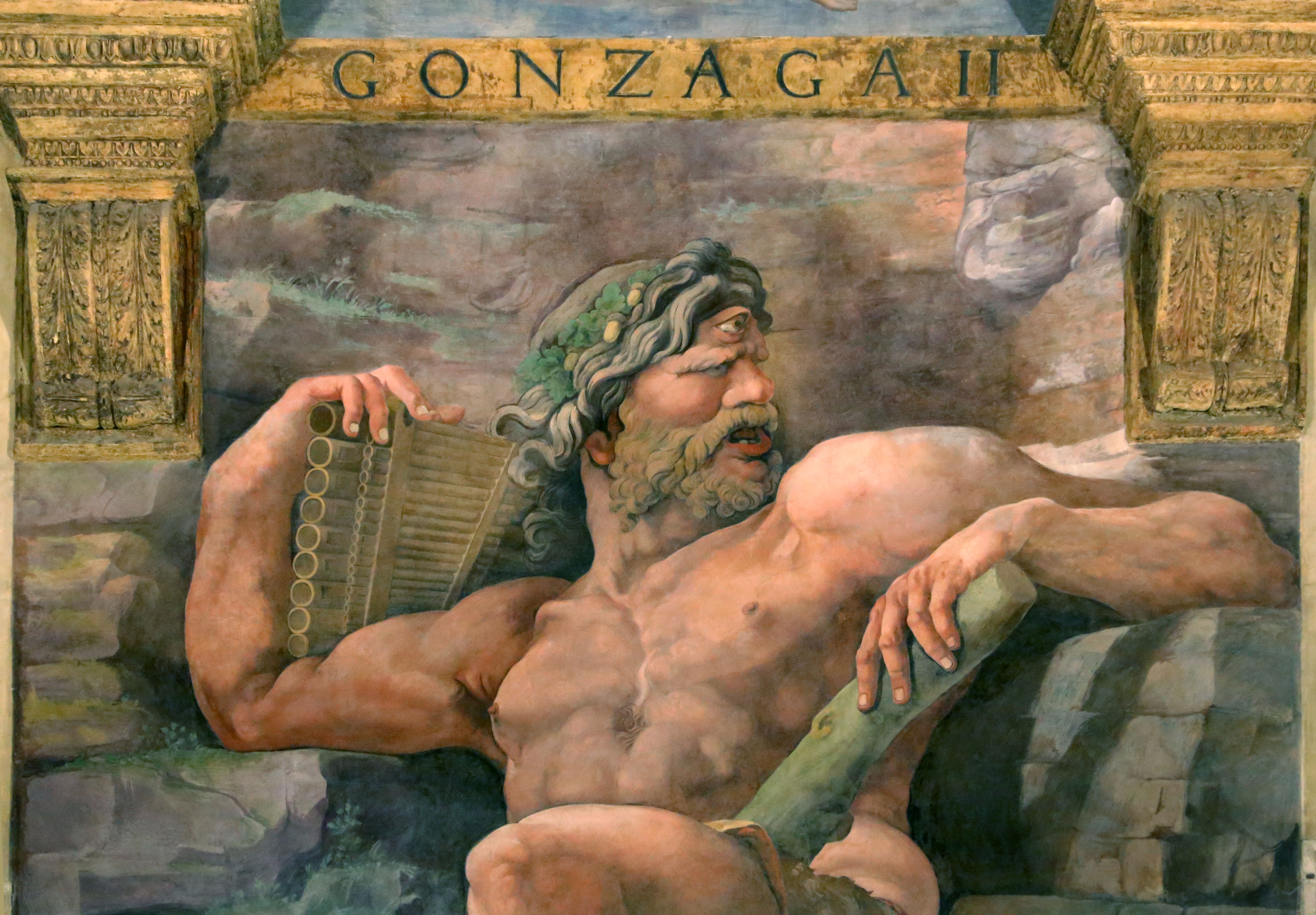
Полифем и Галатея. Деталь. Фреска Зала Амура и Психеи
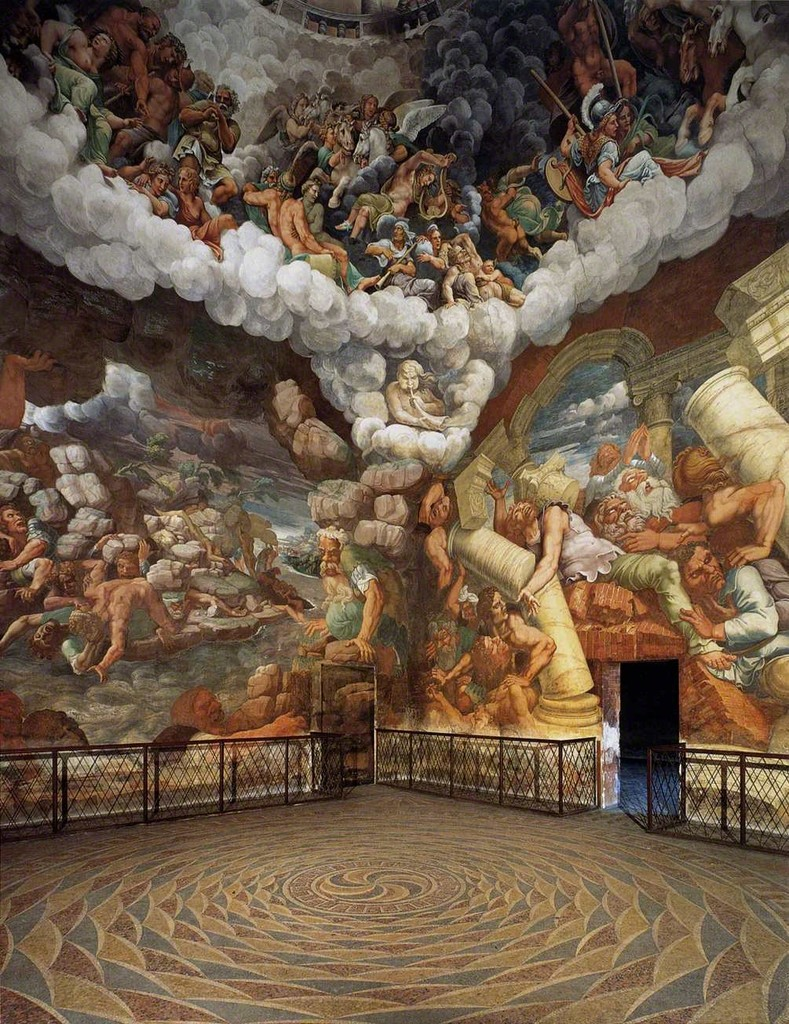
Зал гигантов
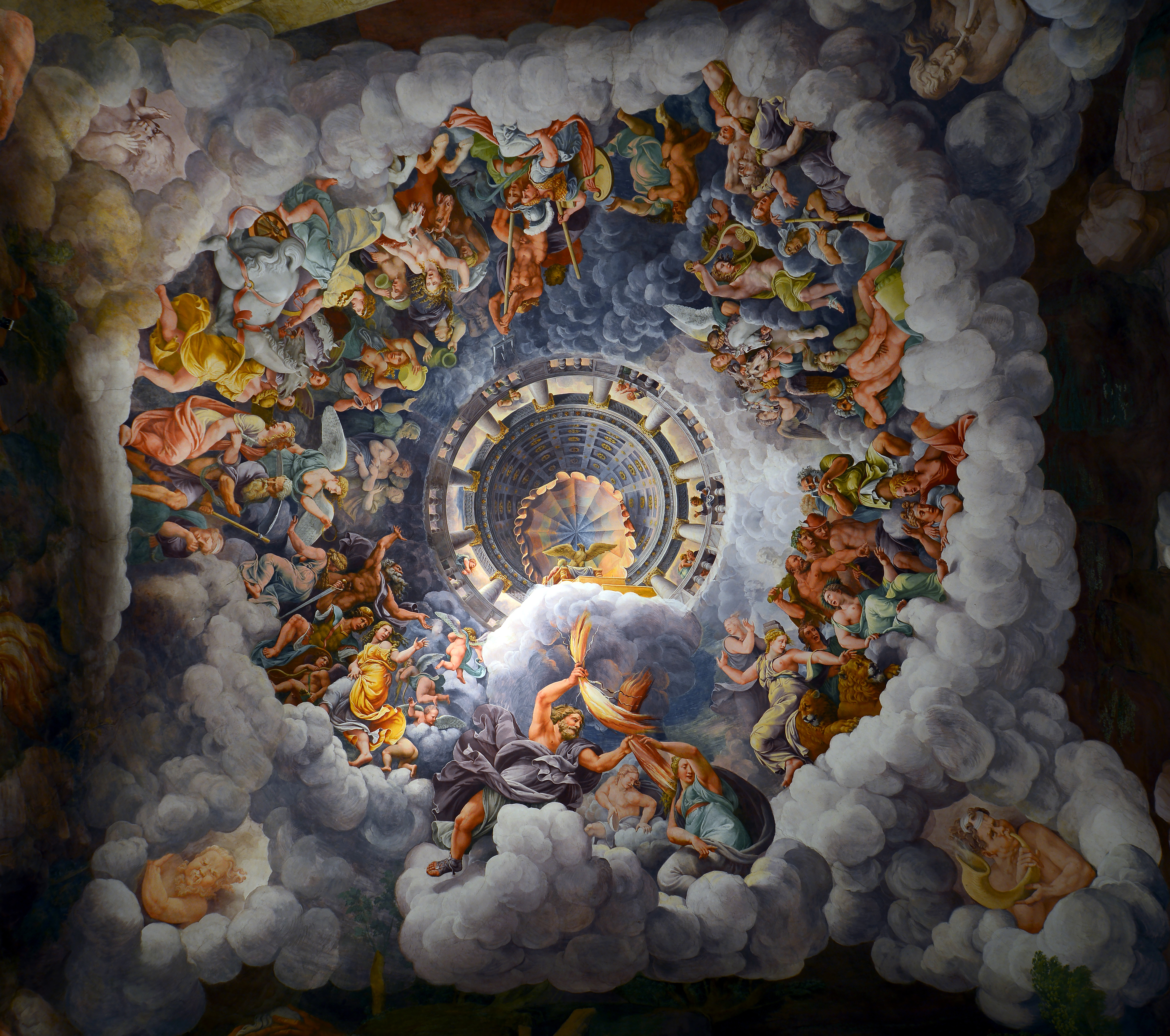
Роспись плафона Зала гигантов. После 1524
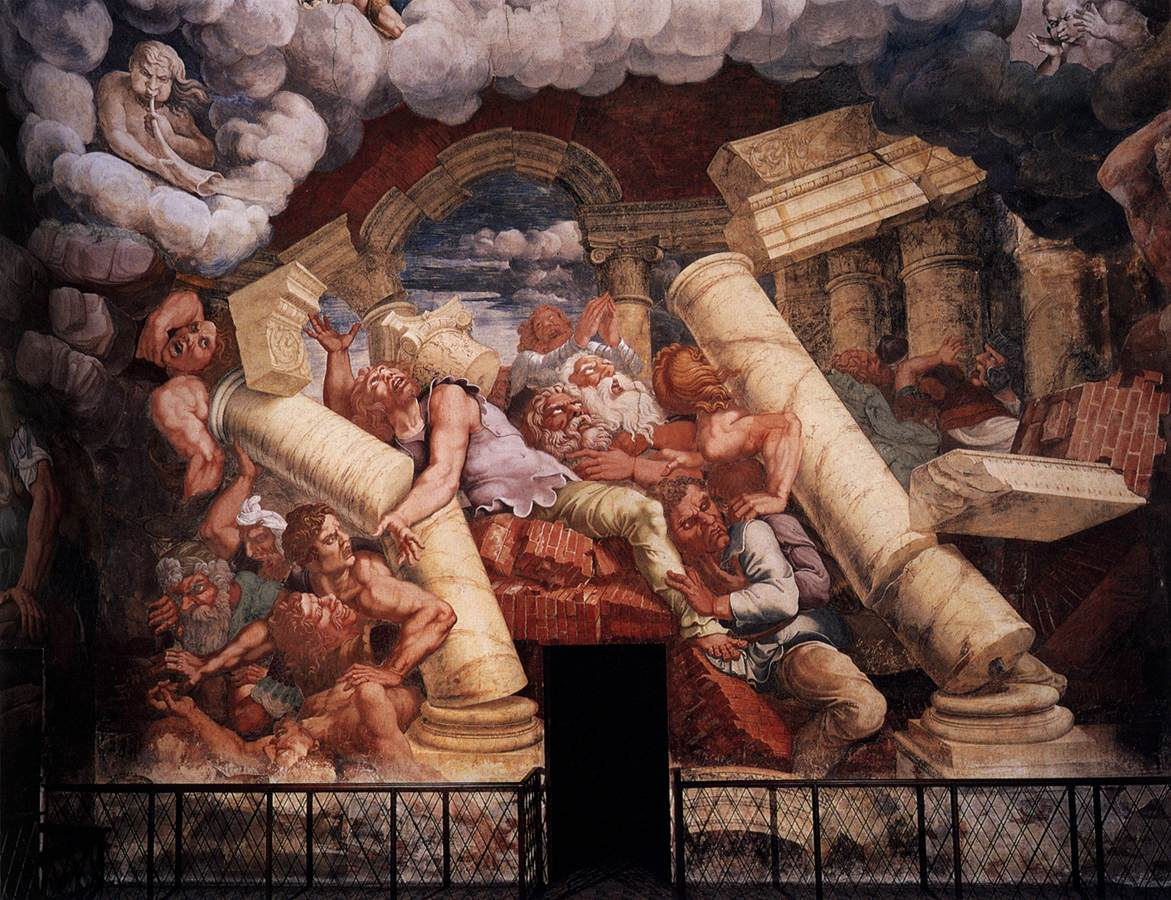
Падение гигантов. Зал гигантов